# Sawahlunto
Sawahlunto – miasto w Indonezji na wyspie Sumatra w prowincji Sumatra Zachodnia.
Współrzędne geograficzne 0°42′S 100°46′E/-0,700000 100,766667; powierzchnia 231,9 km²; 66 tys. mieszkańców (2022).
Leży u podnóża gór Barisan na południowy wschód od jeziora Singkarak. Ośrodek wydobycia węgla kamiennego (kopalnia Ombilin, wpisana na listę światowego dziedzictwa UNESCO); ośrodek handlowy regionu rolniczego (uprawa ryżu, tytoniu).
W Sawahlunto urodził się Muhammad Yamin, indonezyjski historyk, pisarz, poeta i polityk.